# Luciobarbus albanicus
Luciobarbus albanicus là một loài cá vây tia trong họ Cyprinidae. Đây là loài đặc hữu phía tây Hy Lạp. Ở đó nó được đặt vào Luciobarbus theo IUCN, nhưng chi đó có quan hệ rất gần với các loài cá râu điển hình khác và có lẽ tốt hơn nên xem chỉ là một phân chi của Barbus.
Nó hiện diện từ Mornos, các lưu vực sông Thyamis, và hồ Amvrakia, Ioannina và Trichonida, nhưng không hiện diện ở Acheron và nhánh của nó. Ngoài ra, nó cũng được tìm thấy tại lưu vực sông Pineios trên Peloponnese. Mặc dù phạm vi của nó là không lớn, nó là khá phong phú và không được coi là một loài bị đe dọa bởi IUCN.

## Cước chú
1. ↑  de Graaf et al. (2007), Almodóvar et al. (2008), Freyhof & Kottelat (2008)
2. ↑  Freyhof & Kottelat (2008)